# Office at Night
Office at Night (pt: "Escritório de Noite") é uma pintura de 1940 do pintor realista Edward Hopper. É actualmente propriedade do Walker Art Center em Minneapolis (Minnesota), que comprou a pintura em 1948. O estilo é uma reminiscência de muitos trabalhos de Hopper, em que retrata a solidão de uma forma crua e distintiva.
Retrata um homem sentado numa mesa lendo um documento num escritório de noite. Acompanhado por uma mulher num vestido azul, possivelmente uma secretária, situando-se junto a um armário de arquivo aberto. Uma folha de papel caiu no chão entre os dois indivíduos. Há uma interpretação sexual do relacionamento entre os dois indivíduos.
Josephine Hopper serviu de modelo para a mulher. Vários títulos foram propostos para a pintura, como o Room 1005 ou Confidentially Yours, antes de Edward Hopper escolher "Office at Night".
Numa carta para o Walker Art Center, Hopper disse que o trabalho era "provavelmente o primeiro sugerido por muitos dos passeios no eléctrico "L", em Nova Iorque depois de vislumbres escuro dos interiores dos escritórios, que deixaram impressões frescas e vivas na minha mente".
Em 2006, a pintura esteve em exposição por vários meses no Whitney Museum of American Art.

## História

### Inspiração
Edward Hopper passou por um bloquei criativo, que durou alguns dias entre o final de dezembro do ano de 1939 e o início de janeiro do próximo ano. De acordo com as anotações mantidas no diário de sua esposa Josephine, durante esse tempo ele se ocupou lendo um livro do poeta e ensaísta francês Paul Valéry. No dia 25 de janeiro de 1940, Edward atendeu ao pedido de Josephine e o casal visitou a uma exposição italiana no Museu de Arte Moderna, em Nova Iorque. Ainda de acordo com os registros do diário de Josephine, O Nascimento de Vênus, obra do pintor italiano Sandro Botticelli, foi o que mais chamou a atenção do casal. Josephine já havia visto a pintura quando a mesmo se encontrava em Uffizzi, uma galeria de arte na Itália, enquanto Edward havia visto somente fotografias. 
Na noite seguinte, de acordo com seu biógrafo Gail Levin, Edward declarou que precisava sair para "meditar" uma nova pintura. Sua jornada pela cidade parece  ter incluído uma viagem de trem. Um dia depois, em 27 de janeiro, ele realizou uma nova viagem, desta vez para comprar uma tela, o que indicava que seu bloqueio podia ter passado e ele estava pronto para iniciar sua nova pintura. Na data, o diário de sua esposa registra que ""ele tem um desenho preto e branco de um homem em uma mesa em um escritório e uma garota para o lado esquerdo do quarto e um efeito de iluminação". 
Hopper desenhou vários esboços enquanto tentava ajustar a imagem no papel para se adequar mais à sua visão. Josephine serviu como modelo para a figura feminina. Registros do dia primeiro de fevereiro no diário de Josephine indicam que a pintura se tratava de "um escritório de negócios com homem mais velho em sua mesa e uma secretária, uma mulher mexendo em um armário de arquivo". Edward trabalhava na pintura até tarde todos os dias. Em 19 de fevereiro, a tela havia evoluído a tal ponto que Josephine observou: "A cada dia eu entendo menos como E. pode adicionar outro toque" - mas também que suas mudanças estavam fazendo "essa imagem ... mais palpável - não exigente ... reduzido ao essencial ... tão realizado".
A pintura acabada foi levada a uma galeria em 22 de fevereiro, quando uma variedade de títulos foram sugeridos. 